# 資深大律師
資深大律師（英語：Senior Counsel；簡稱），是一些普通法国家和地区對經確認後的資深訟務律師稱號。該稱號一般是這些司法轄區取消過去使用的“御用大律師”頭銜後啓用的代替頭銜，因此實際待遇與之前的御用大律師類似。新加坡將此一英文頭銜在中文中稱為高級律師。
香港在1997年主權移交予中華人民共和國後啓用“資深大律師”頭銜。除香港外，愛爾蘭、南非、圭亞那、特立尼达和多巴哥、印度以及澳大利亞的大多數州都使用了“資深大律師”的稱號。澳大利亞的聯邦司法轄區及三個州、加拿大的聯邦司法轄區以及新西蘭也曾使用“資深大律師”，但在近年恢復了“御用大律師”。其他國家使用的類似稱號包括斯里蘭卡的總統專用大律師。